# رامون سيد
رامون سيد (بالإسبانية: Ramón Cid)‏ هو لاعب القفز الثلاثي إسباني، ولد في 15 أغسطس 1954 في سان سيباستيان في إسبانيا.

## وصلات خارجية
- رامون سيد على موقع الاتحاد الدولي لألعاب القوى (الإنجليزية)
- رامون سيد على موقع أوليمبيديا (الإنجليزية)